# Marek Łaniecki
Marek Łaniecki (ur. 14 lutego 1948 w Poznaniu, zm. 19 lutego 2022) – polski chemik, prof. dr hab. nauk chemicznych, profesor zwyczajny Zakładu Kinetyki i Katalizy Wydziału Chemii Uniwersytetu im. Adama Mickiewicza w Poznaniu.

## Życiorys
W 1971 uzyskał tytuł magistra, w 1977 obronił pracę doktorską, a 27 października 1997 habilitował się na podstawie oceny dorobku naukowego i pracy zatytułowanej Właściwości katalityczne układu karbonylek molibdenu – nośnik.
21 grudnia 2007 nadano mu tytuł profesora nauk chemicznych. Pełni funkcję profesora zwyczajnego w Zakładzie Kinetyki i Katalizy na Wydziale Chemii Uniwersytetu im. Adama Mickiewicza w Poznaniu.

## Publikacje
- Lanthanide Oxide Doped Titania as Photocatalysts in Solar Hydrogen Generation[1]
- 2005: Photocatalytic Generation of Hydrogen – the Fuel of XXI Century[1]
- 2005: Wpływ rodzaju źródła światła i stosunku C/N w podłożu stosowanym w etapie aktywacji, na proces produkcji wodoru[1]
- 2007: Au/Ti-SBA-15 Catalysts in CO and Preferential (PROX) CO Oxidation[1]
- 2009: Microbial Hydrogen Generation from Waste Glycerol[1]
- 2009: Composite SBA-15/MFI type materials: preparation, characterization and catalytic performance[1]
- 2012: Microbiological Methods of Hydrogen Generation[1]
- 2015: An unexpected negative influence of light intensity on hydrogen production by dark fermentative bacteria Clostridium beijerinckii[1]
- 2018: Biohydrogen production from chewing gum manufacturing residue in two-step process of dark fermentation and photofermentation[1]